# 汤浦镇
汤浦镇，中国浙江省绍兴市上虞市下辖的一个镇。

## 辖区
该镇辖有：	汤浦居委会、蒋村、达郭村、汤浦村、舜岸村、霞里村、长山新村、鹤湖村、霞越村、